# Африканский ястребиный орёл
Африканский ястребиный орёл (лат. Hieraaetus ayresii) — вид хищных птиц семейства ястребиных, обитающий на большей части территории Африки, в основном в редкостойных лесах и саваннах. Размер популяции по состоянию на 2021 год оценивается в 23—47 тысяч взрослых особей, Международным союзом охраны природы рассматривается как вызывающий наименьшие опасения.

## Систематика
Описан в 1862 году британским орнитологом Дж. Г. Герни как Spizaetus ayresii, видовое название дано в честь натуралиста Томаса Эйрса, собиравшего для Герни материал на юге Африки. Некоторое время птица фигурировала в справочной литературе как Hieraaetus dubius — более старое видовое название, фигурирующее с 1830 года, — однако в 1980-х годах было доказано, что голотип H. dubius на самом деле представлял собой особь орла-карлика (Hieraaetus pennatus), и с этого времени в орнитологической литературе возвращается название H. ayresii.

## Внешний вид
Небольшой крепко сложенный представитель орлов с широкими крыльями, средним хвостом, оперёнными до низа ногами, кожистыми лапами и круглой головой с небольшим, обычно прилегающим к голове, хохолком. Длина тела 44—57 см, размах крыльев 106—137 см, длина хвоста 17—23 см. Самки крупнее самцов. В целом и самцы, и самки мельче и плотнее сложены, чем представители соответствующих полов у Hieraaetus spilogaster.
Окраска тела чёрно-белая, нижняя часть тела, включая голени, в неравномерно расположенных чёрных отметинах. У самцов белые лоб и надбровье, иногда голова полностью белая. Хвост в поперечную чёрно-серую полоску. У молодых особей верхняя часть тела бурая с широкими бледными каёмками, лоб, бока головы и нижняя часть тела рыжевато-жёлтые. Глаза бледного желтовато-зелёного цвета. От Hieraaetus spilogaster отличается однообразно тёмным цветом верхних кроющих перьев, большей густотой отметин на нижней части тела и отчётливо выраженными полосами на хвосте и маховых перьях.
В полёте совершает редкие глубокие взмахи крыльями, парит на большой высоте на плоских крыльях. Пикирует, как соколы, но способен преследовать добычу между деревьями, как ястребы.

## Среда обитания и охранный статус
Распространён в приэкваториальной и южной Африке от ЮАР на юге (где не гнездится) до Эфиопии, Нигерии и Гвинеи на севере. Залетает также в Гвинею-Бисау, Сенегал и Судан. Общая площадь территории, на которой зафиксировано гнездование, — более 5,8 млн км². Встречается на высотах до 3000 м над уровнем моря. Предпочтительная среда обитания — небольшие лесистые участки разных типов (отсутствует в больших густых лесах), саванна, однако может обитать на культурных плантациях и в городской черте.
Благодаря разнообразию условий обитания, сведение лесов в Африке влияет на распространённость вида лишь незначительно. Более того, его численность, вероятно, возрастает в Кении и в целом в городах, где этому способствует наличие многолетних зелёных насаждений и обилие диких голубей в качестве добычи. В 2021 году общая численность популяции оценивалась в 23—47 тысяч взрослых особей. Международным союзом охраны природы вид рассматривается как вызывающий наименьшие опасения.